# Reggie Watts
Reggie Watts (* 23. března 1972) je americký hudebník. Narodil se ve Stuttgartu francouzské matce a afroamerickému otci. Otec pracoval pro Letectvo Spojených států amerických a s rodinou mimo Německa žil také ve Španělsku. Později se rodina přestěhovala do Great Falls v Montaně, kde Watts dokončil středoškolské vzdělání. Hudbě se věnoval již od dětství a po dokončení střední školy odjel hudbu studovat do Seattlu. V roce 1996 založil skupinu Maktub a později spolupracoval s mnoha dalšími hudebníky.